# Leptomyrmex fragilis
Leptomyrmex fragilis é uma espécie de formiga do gênero Leptomyrmex.

## Descrição
A espécie é encontrada entre as altitudes de 0 à 2400 metros.